# Pascal Mancini

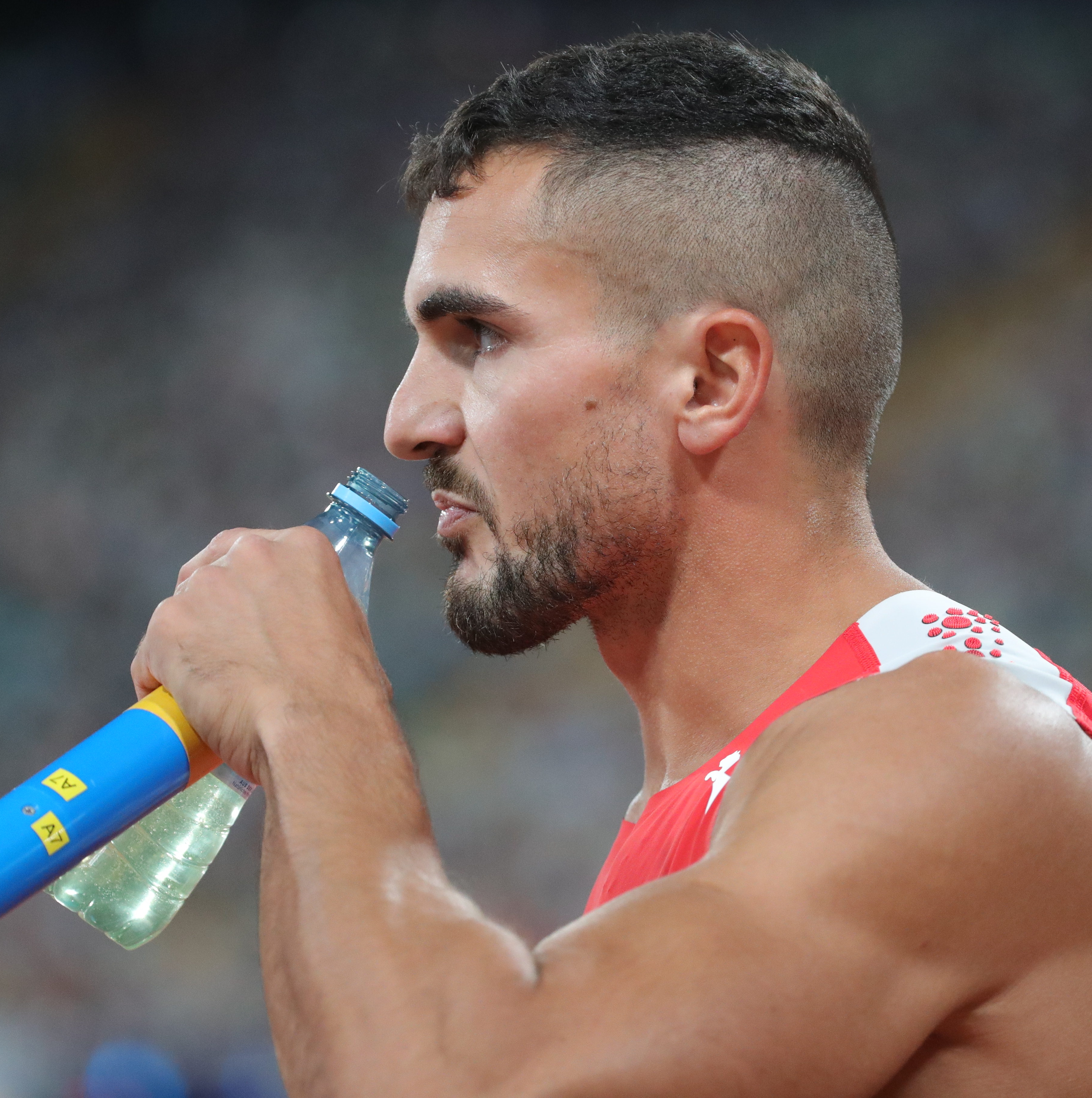
Mancini bei den Europameisterschaften 2022

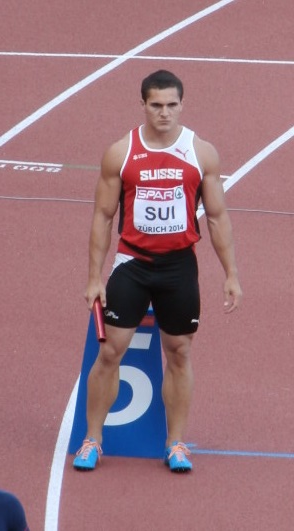
Pascal Mancini bei den Europameisterschaften 2014

Pascal Mancini (* 18. April 1989 in Fribourg) ist ein Schweizer Leichtathlet, spezialisiert auf den Sprint. Er ist Schweizer U23- und Juniorenrekordhalter im 60-Meter- sowie im 50-Meter-Lauf bei den Erwachsenen in der Halle.

## Erwachsenenkarriere
2010 wurde Mancini wieder Schweizer Hallenmeister über 60 Meter. Bei den Hallenweltmeisterschaften in Doha belegte er über 60 Meter den 17. Rang. Bei den Europameisterschaften belegte er mit der 4-mal-100-Meter-Staffel den 4. Rang mit neuem Schweizer Rekord von 38,69 s.
2011 begann für Mancini mit der Qualifikation für die Halleneuropameisterschaften und dem Schweizer Hallenmeistertitel im 60-Meter-Lauf. Bei den Halleneuropameisterschaften konnte Mancini im Vorlauf seine Bestleistung um sechs Hundertstelsekunden auf 6,61 s senken, schied aber im Halbfinal aus. Auch bei den U23-Europameisterschaften konnte sich Mancini im 100-Meter-Lauf nicht für den Final qualifizieren.
Am 8. September 2011 verbesserte Mancini mit der Schweizer 4-mal-100-Meter-Staffel im Rahmen des Diamond League Meetings im Zürcher Letzigrund den Schweizer Rekord um sieben Hundertstelsekunden auf 38,62 s. Dieser Rekord wurde aber nachträglich aberkannt, da Mancini gegen die Antidopingbestimmungen verstiess. Daraufhin wurde er von der IAAF mit einer Verwarnung bestraft.
Am 25. Januar 2012 wurde bekannt, dass Mancini bei Dopingtests vom 22. November und 8. Dezember jeweils positiv auf das Anabolikum 19-Norandosteron, ein Nandrolon, getestet wurde. Daher verzichtete er auf die Hallensaison 2012. Im Juli verhängte die Disziplinarkammer für Dopingfälle von Swiss Olympic rückwirkend zum 30. Januar 2012 eine zweijährige Dopingsperre gegen Mancini. Die IAAF sperrte ihn bis zum 29. Januar 2014.
Nach Ablauf dieser Dopingsperre bestritt Mancini im Winter 2014 einige Hallenwettkämpfe. Zu Beginn der Freiluftsaison stellte er seine gute Form unter Beweis und unterbot am 9. Juni 2014 in Basel mit seiner neuen persönlichen Bestzeit von 10,28 s (+1,3 m/s) die Schweizer Norm für die Europameisterschaften 2014 in Zürich über die 100 Meter. Dort lief er den Vorlauf in 10,43 s und qualifizierte sich dank 2. Rang in seiner Serie für den Halbfinal. Diesen absolvierte er in 10,38 s, was nicht für den Finaleinzug reichte. In der 4-mal-100-Meter-Staffel verpassten Mancini und die Schweizer Männer den 3. Rang um wenige Hundertstelsekunden.
Im Winter 2015 lief Pascal Mancini im Finallauf der Hallen-Schweizer-Meisterschaften in Magglingen die 60 Meter in 6,68 s. Mit dieser Zeit gewann er nicht nur die Goldmedaille, sondern unterbot auch die Limite für die Halleneuropameisterschaften 2015 in Prag (6,70 s).
Mancini wurde auch für die 4-mal-100-Meter-Staffel selektioniert, welche vom 2. bis am 3. Mai in Bahamas bei den Staffelweltmeisterschaften 2015 startete.
Mancini startete in jungen Jahren für den CA Fribourg, wechselte dann aber zu Stade Genève. Von 2009 bis zur Dopingsperre 2012 wurde er von Laurent Meuwly trainiert, später trainierte Meuwly Mancini als Coach der 4-mal-100-Meter-Staffel.

## Kontroverse über rechtsextreme Positionen/Lizenzentzug/Comeback
Da Mancini bei den Schweizer Meisterschaften 2014 und den Europameisterschaften im selben Jahr mit nationalistischen Gesten (Quenelle-Gruss) aufgefallen war, musste er nach Vorliegen eines Urteils des Verbandsschiedsgerichts Ende 2016 eine Vereinbarung unterschreiben, wonach er die Plattform der Leichtathletik nicht dazu nutzt, um seine Geisteshaltung zu verbreiten. Im Juli 2018 schloss Swiss Athletics Mancini von den Europameisterschaften 2018 aus und entzog ihm die Lizenz für sieben Monate. Mancini hatte auf Facebook und auf seiner offiziellen Fan-Website rechtsextreme Inhalte verbreitet und damit gegen die Vereinbarung mit dem Verband verstossen. Seit September 2019 ist er wieder startberechtigt. Im Winter danach erfüllte Mancini die EM-Limite über 60 Meter. Der Verband selektionierte ihn trotzdem nicht wegen des laufenden Disziplinarverfahrens vor dem Verbandsschiedsgericht. Ein Jahr später schaffte Mancini wieder die Limite über 60 Meter und wurde für die Hallen-EM im März 2021 in Toruń, Polen, selektioniert. Seit Sommer 2021 läuft Mancini auch wieder mit der Schweizer 4-mal-100-Meter-Staffel mit.

## Persönliche Bestleistungen
- 100-Meter-Lauf: 10,25 s, 6. Juli 2017 in Lausanne
- 150-Meter-Lauf: 15,96 s, 21. Mai 2017 in Lausanne
- 200-Meter-Lauf: 20,96 s, 2. Juli 2017 in La Chaux-de-Fonds
- 300-Meter-Lauf: 35,10 s, 21. Mai 2009 in Langenthal
- 50-Meter-Lauf (Halle): 5,79 s, 19. Januar 2020 in Aigle, Schweizer Rekord
  - 50-Meter-Lauf (Halle): 5,86 s, 17. Januar 2010 in Aigle, Schweizer U23-Bestleistung
- 60-Meter-Lauf (Halle): 6,60 s, 8. März 2015 in Prag
  - 60-Meter-Lauf (Halle): 6,61 s, 5. März 2011 in Paris, Schweizer U23-Rekord
  - 60-Meter-Lauf (Halle): 6,78 s, 9. Februar 2008 in Magglingen, Schweizer Juniorenrekord
  - 60-Meter-Lauf (Halle): 6,79 s, 25. Februar 2006 in Magglingen, Schweizer U18-Rekord
- 4-mal-100-Meter-Staffel: 38,54 s, 16. August 2014 in Zürich, Schweizer Rekord
- 4-mal-200-Meter-Staffel: 1:24,37 min, 3. Mai 2015 in Nassau (Bahamas), Schweizer Rekord